# Pink Martini

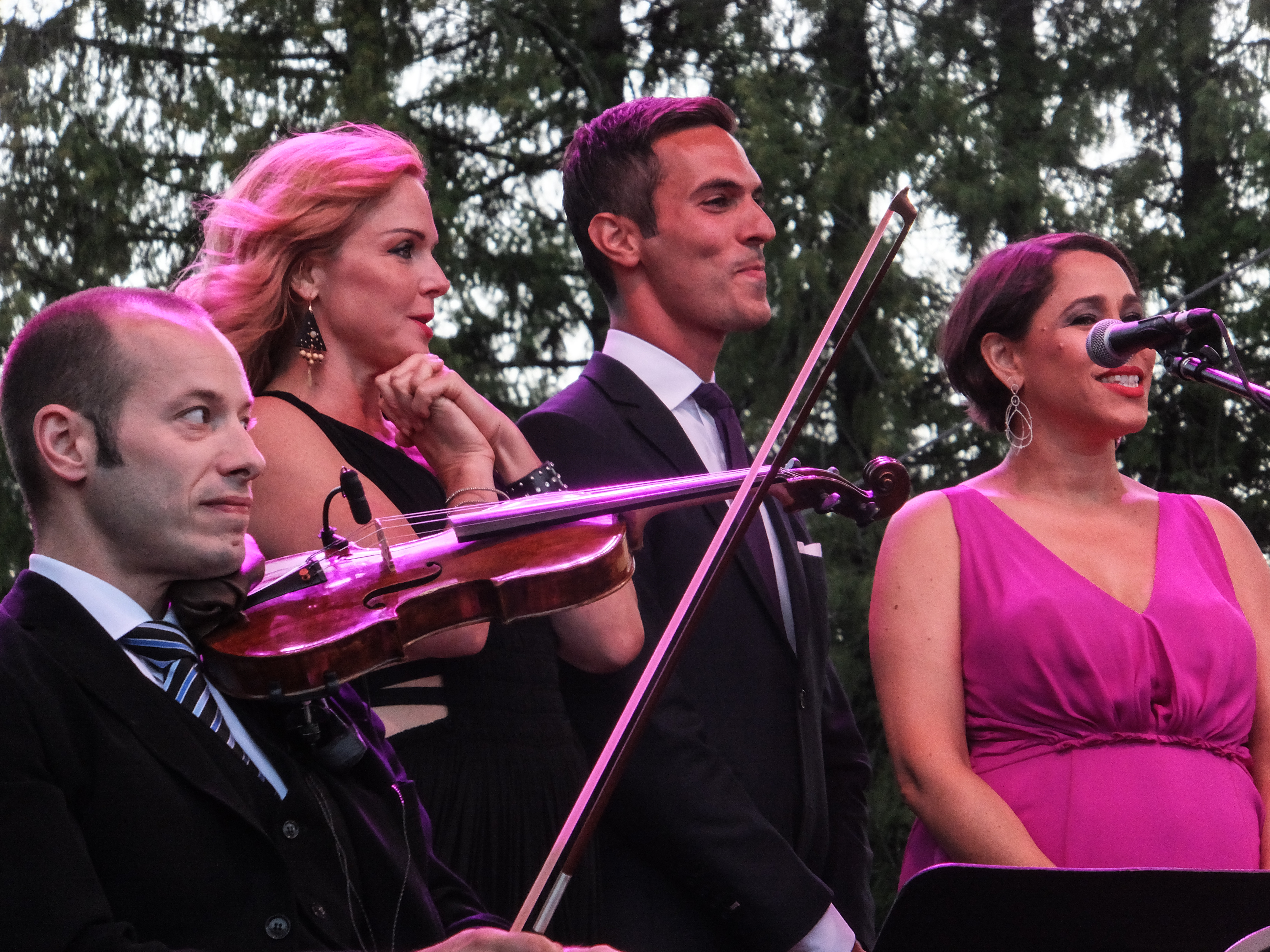
Pink Martini (2016)

Pink Martini ist eine zwölfköpfige US-amerikanische Band aus Portland, Oregon.

## Geschichte

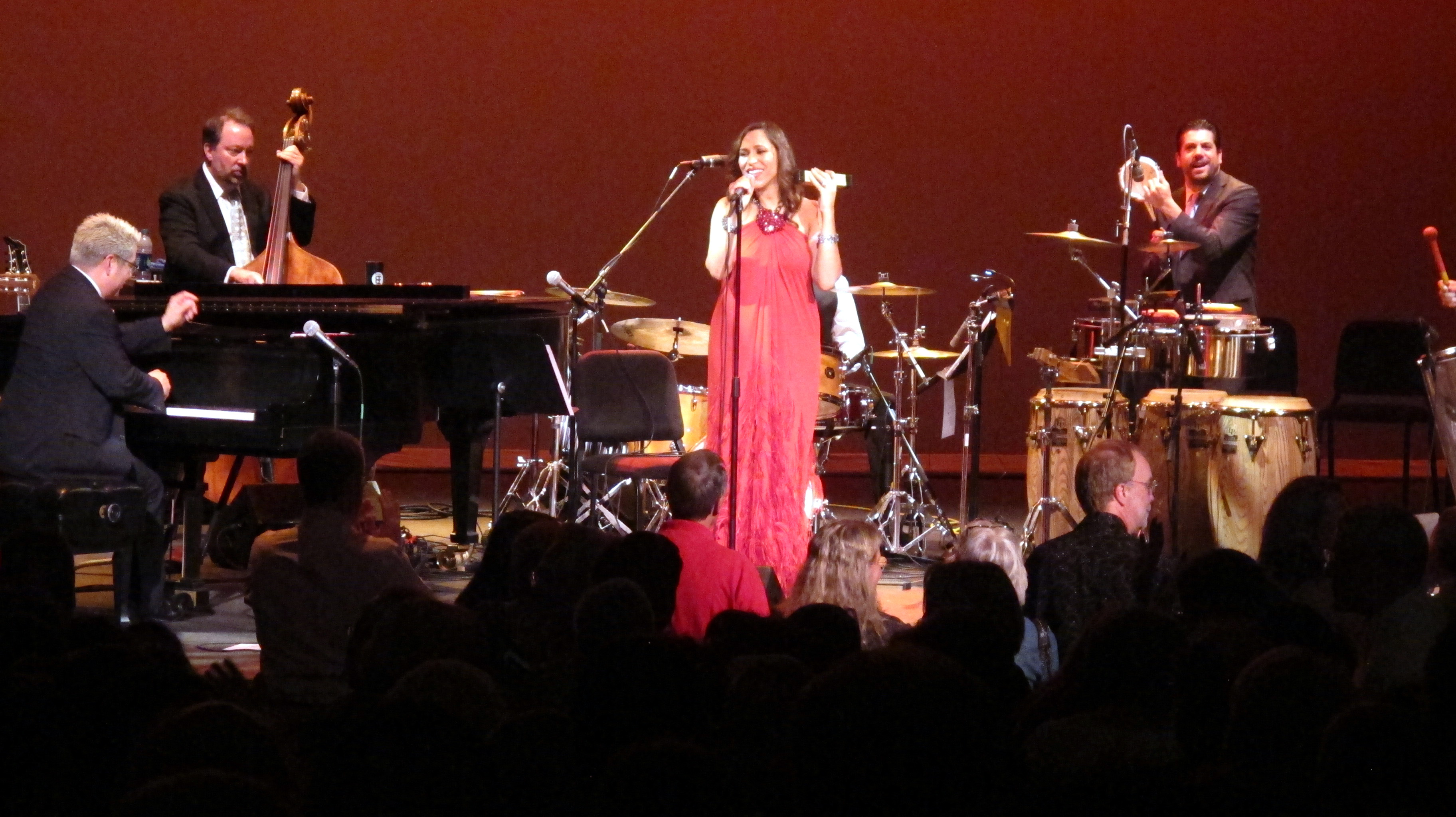
Pink-Martini-Auftritt mit Leadsängerin China Forbes (2012)

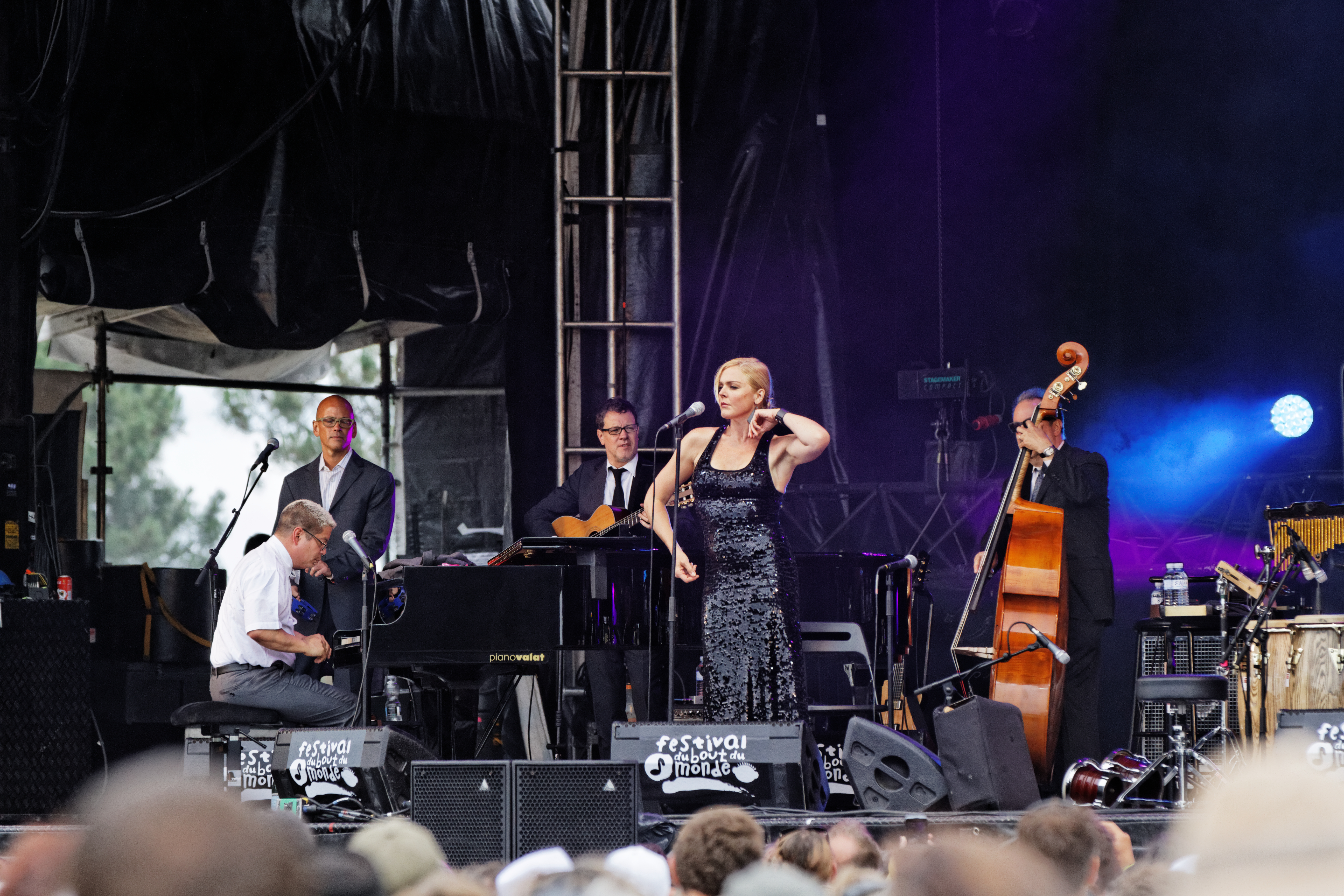
Pink-Martini-Auftritt mit Leadsängerin Storm Large (2014)

Zusammengebracht wurden die Musiker 1994 von Thomas M. Lauderdale. 1997 wurde ihr erstes Album Sympathique auf ihrem eigenen Label Heinz Records veröffentlicht. Über 650.000 Einheiten wurden weltweit verkauft, einzelne Stücke wurden ausgekoppelt und fanden ihren Platz auf verschiedenen Compilations wie zum Beispiel Buddha Bar. Das Album orientiert sich sehr an Musik der 1930er, 1940er und 1950er Jahre, passt aber gut in die moderne Easy-Listening- und Bar-Musik-Schiene. Das bekannteste Stück dieses Albums ist Sympathique („je ne veux pas travailler …“). Nach dem Europadebüt beim Cannes Film Festival ging die Band auf eine ausgedehnte Tour um die ganze Welt.
Ihr zweites Album Hang On Little Tomato wurde im Oktober 2004 veröffentlicht. Das Konzert mit der Präsentation der neuen CD war im Nu ausverkauft und Pink Martini entschloss sich, eine zweite Präsentationsshow zu spielen.
Im Unterschied zum ersten Album, wo Sängerin China Forbes nur auf einigen Nummern gesungen hat, ist sie im zweiten Album die Hauptstimme. Außerdem besteht Sympathique zum größten Teil aus gecoverten Stücken, Hang On Little Tomato hingegen zur Gänze aus Eigenkompositionen von Lauderdale und Forbes. Wegen einer Stimmbandoperation pausierte China Forbes von Mitte 2011 an für etwa ein Jahr.
Nach ihrer Rückkehr reduzierte sie ihre Auftritte mit Pink Martini und teilte sich die Rolle der Leadsängerin mit Storm Large, von der sie bereits während ihrer Krankheitspause vertreten worden war. 2013 wurde der Gesang von Large während einer Tournee in Deutschland vom Publikum begeistert aufgenommen.
Der Schlagzeuger der Gruppe, Derek Rieth, beging im August 2014 Suizid.
Pink-Martini-Stücke sind auch öfter in Filmen und Serien, wie zum Beispiel Die Sopranos oder Sherlock, zu hören.

„Pink Martini ist ein ausgelassenes, Einmal-rund-um-die-Welt-Abenteuer. […] Wenn die Vereinten Nationen 1962 eine Hausband gehabt hätten, wären wir hoffentlich diese Band gewesen.“

## Sympathique
Das Lied Sympathique geht auf ein Gedicht des französischen Schriftstellers Guillaume Apollinaire zurück. Dort heißt es:

„Ma chambre a la forme d’une cage

Le soleil passe son bras par la fenêtre

Mais moi qui veux fumer pour faire des mirages

J’allume au feu du jour ma cigarette

Je ne veux pas travailler je veux fumer“
Die Band war der Meinung, dass das Gedicht gemeinfrei sei. Dies war jedoch nicht der Fall, aber die Rechteinhaber begrüßten das Lied und verlangten keine Entschädigung.

## Diskografie

### Studioalben
| Jahr | Titel                 | Höchstplatzierung, Gesamtwochen, AuszeichnungChartplatzierungen (Jahr, Titel, Platzierungen, Wochen, Auszeichnungen, Anmerkungen) | Höchstplatzierung, Gesamtwochen, AuszeichnungChartplatzierungen (Jahr, Titel, Platzierungen, Wochen, Auszeichnungen, Anmerkungen) | Höchstplatzierung, Gesamtwochen, AuszeichnungChartplatzierungen (Jahr, Titel, Platzierungen, Wochen, Auszeichnungen, Anmerkungen) | Höchstplatzierung, Gesamtwochen, AuszeichnungChartplatzierungen (Jahr, Titel, Platzierungen, Wochen, Auszeichnungen, Anmerkungen) | Anmerkungen                              |
| Jahr | Titel                 | DE | CH | UK | US | Anmerkungen                              |
| ---- | --------------------- | --- | --- | --- | --- | ---------------------------------------- |
| 1997 | Sympathique           | — | CH56 a (19 Wo.)CH | — | — | Erstveröffentlichung: 11. November 1997  |
| 2004 | Hang on Little Tomato | DE— Gold (German Jazz Award)DE | CH25 (17 Wo.)CH | — | US122 (4 Wo.)US | Erstveröffentlichung: 19. Oktober 2004   |
| 2007 | Hey Eugene!           | — | CH15 (9 Wo.)CH | UK47 (4 Wo.)UK | US30 (7 Wo.)US | Erstveröffentlichung: 15. Mai 2007       |
| 2009 | Splendor in the Grass | — | CH50 (4 Wo.)CH | UK80 (1 Wo.)UK | US45 (3 Wo.)US | Erstveröffentlichung: 27. Oktober 2009   |
| 2010 | Joy to the World      | — | — | — | US35 (12 Wo.)US | Erstveröffentlichung: 16. November 2010  |
| 2013 | Get Happy             | — | CH67 (3 Wo.)CH | UK76 (1 Wo.)UK | US48 (2 Wo.)US | Erstveröffentlichung: 24. September 2013 |
| 2016 | Je dis oui!           | — | CH76 (1 Wo.)CH | — | US193 (1 Wo.)US | Erstveröffentlichung: 18. November 2016  |

### Gemeinschaftsalben
| Jahr | Titel                | Höchstplatzierung, Gesamtwochen, AuszeichnungChartplatzierungen (Jahr, Titel, Platzierungen, Wochen, Auszeichnungen, Anmerkungen) | Höchstplatzierung, Gesamtwochen, AuszeichnungChartplatzierungen (Jahr, Titel, Platzierungen, Wochen, Auszeichnungen, Anmerkungen) | Höchstplatzierung, Gesamtwochen, AuszeichnungChartplatzierungen (Jahr, Titel, Platzierungen, Wochen, Auszeichnungen, Anmerkungen) | Höchstplatzierung, Gesamtwochen, AuszeichnungChartplatzierungen (Jahr, Titel, Platzierungen, Wochen, Auszeichnungen, Anmerkungen) | Anmerkungen                                                                |
| Jahr | Titel                | DE | CH | UK | US | Anmerkungen                                                                |
| ---- | -------------------- | --- | --- | --- | --- | -------------------------------------------------------------------------- |
| 2011 | 1969                 | — | — | — | — | Erstveröffentlichung: 12. Oktober 2011; mit Saori Yuki Verkäufe: + 500.000 |
| 2014 | Dream a Little Dream | — | — | — | US115 (1 Wo.)US | Erstveröffentlichung: 4. März 2014; mit The von Trapps Verkäufe: + 20.000  |

### Kompilationen
| Jahr | Titel           | Höchstplatzierung, Gesamtwochen, AuszeichnungChartplatzierungen (Jahr, Titel, Platzierungen, Wochen, Auszeichnungen, Anmerkungen) | Höchstplatzierung, Gesamtwochen, AuszeichnungChartplatzierungen (Jahr, Titel, Platzierungen, Wochen, Auszeichnungen, Anmerkungen) | Höchstplatzierung, Gesamtwochen, AuszeichnungChartplatzierungen (Jahr, Titel, Platzierungen, Wochen, Auszeichnungen, Anmerkungen) | Höchstplatzierung, Gesamtwochen, AuszeichnungChartplatzierungen (Jahr, Titel, Platzierungen, Wochen, Auszeichnungen, Anmerkungen) | Anmerkungen                                                 |
| Jahr | Titel           | DE | CH | UK | US | Anmerkungen                                                 |
| ---- | --------------- | --- | --- | --- | --- | ----------------------------------------------------------- |
| 2011 | A Retrospective | — | CH77 (3 Wo.)CH | — | — | Erstveröffentlichung: 26. September 2011 Verkäufe: + 40.000 |

### Singles
| Jahr | Titel Album | Höchstplatzierung, Gesamtwochen, AuszeichnungChartsChartplatzierungen (Jahr, Titel, Album, Platzierungen, Wochen, Auszeichnungen, Anmerkungen) | Anmerkungen |
| Jahr | Titel Album | CH | Anmerkungen |
| ---- | ----------- | --- | ----------- |
| 2007 | Hey Eugene! | CH53 (6 Wo.)CH |             |

Weitere Singles
- 1999: Amado mio
- 1999: Sympathique
- 2004: Lilly
- 2004: Una Notte a Napoli
- 2010: Joy to the World Pt. 1
- 2011: Joy to the World Pt. 2
- 2012: Joy to the World Pt. 3

## Auszeichnungen für Musikverkäufe
| Silberne Schallplatte - Europa (Impala) - 2014: für das Album Dream a Little Dream 2× Silberne Schallplatte - Europa (Impala) - 2014: für das Album A Retrospective - 2014: für das Album Get Happy - 2014: für das Album Joy to the World Goldene Schallplatte - Europa (Impala) - 2010: für das Album Splendor in the Grass - Griechenland - 2005: für das Album Hang on Little Tomato - Kanada - 2006: für das Album Hang on Little Tomato - 2007: für das Album Sympathique - 2011: für das Album Joy to the World - Türkei - 2007: für das Album Sympathique | Platin-Schallplatte - Europa (Impala) - 2008: für das Album Sympathique - 2014: für das Album Hang on Little Tomato - Frankreich (UPFI) - 2010: für das Album Splendor in the Grass - 2013: für das Album Hey Eugene! - Griechenland - 2007: für das Album Sympathique - 2010: für das Album Splendor in the Grass - Japan - 2012: für das Album 1969 - Türkei - 2008: für das Album Hey Eugene! 2× Platin-Schallplatte - Frankreich (UPFI) - 2013: für das Album Hang on Little Tomato Diamantene Schallplatte - Europa (Impala) - 2014: für das Album Hey Eugene! |

Anmerkung: Auszeichnungen in Ländern aus den Charttabellen bzw. Chartboxen sind in ebendiesen zu finden.
| Land/RegionAuszeichnungen für Musikverkäufe (Land/Region, Auszeichnungen, Verkäufe, Quellen) | Silber     | Gold     | Platin       | Diamant  | Verkäufe  | Quellen           |
| -------------------------------------------------------------------------------------------- | ---------- | -------- | ------------ | -------- | --------- | ----------------- |
| Deutschland (BVMI)                                                                           | —          | Gold1    | —            | —        | (10.000)  | musikindustrie.de |
| Europa (Impala)                                                                              | 7× Silber7 | Gold1    | 2× Platin2   | Diamant1 | 1.340.000 | impalamusic.org   |
| Frankreich (UPFI)                                                                            | —          | —        | 4× Platin4   | —        | (700.000) | upfi.fr           |
| Griechenland (IFPI)                                                                          | —          | Gold1    | 2× Platin2   | —        | (46.000)  | ifpi.gr GR2       |
| Japan (RIAJ)                                                                                 | —          | —        | Platin1      | —        | 250.000   | riaj.or.jp        |
| Kanada (MC)                                                                                  | —          | 3× Gold3 | —            | —        | 140.000   | musiccanada.com   |
| Türkei (Mü-YAP)                                                                              | —          | Gold1    | Platin1      | —        | 15.000    | mu-yap.org        |
| Insgesamt                                                                                    | 7× Silber7 | 7× Gold7 | 10× Platin10 | Diamant1 |           |                   |